# Gemeindeverwaltungsverband Altshausen
Gemeindeverwaltungsverband Altshausen – związek gmin (niem. Gemeindeverwaltungsverband) w Niemczech, w kraju związkowym Badenia-Wirtembergia, w rejencji Tybinga, w regionie Bodensee-Oberschwaben, w powiecie Ravensburg. Siedziba związku znajduje się w miejscowości Altshausen. Do 1973 związek leżał w powiecie Saulgau.
Związek gmin zrzesza jedenaście gmin:
- Altshausen, 4630 mieszkańców, 20,48 km²
- Boms, 619 mieszkańców, 9,55 km²
- Ebenweiler, 1176 mieszkańców, 10,13 km²
- Ebersbach-Musbach, 1756 mieszkańców, 26,86 km²
- Eichstegen, 508 mieszkańców, 14,24 km²
- Fleischwangen, 658 mieszkańców, 5,80 km²
- Guggenhausen, 181 mieszkańców, 8,25 km²
- Hoßkirch, 733 mieszkańców, 15,81 km²
- Königseggwald, 670 mieszkańców, 6,85 km²
- Riedhausen, 637 mieszkańców, 8,42 km²
- Unterwaldhausen, 279 mieszkańców, 4,11 km²